# ユニット・ロード・デバイス

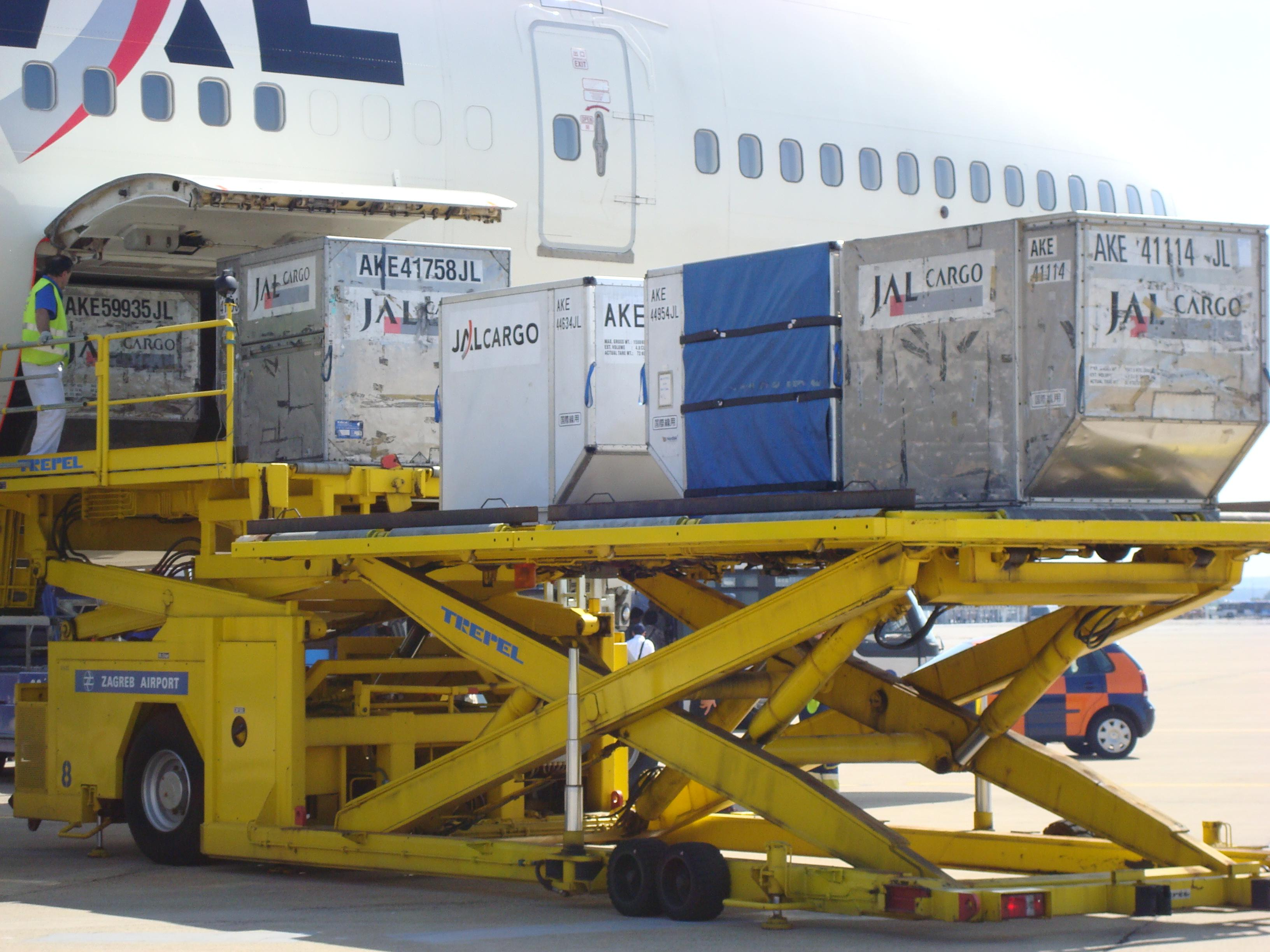
ボーイング747旅客機のロワーデッキから卸下されるLD-3型ULD

ユニットロードデバイス（英語: Unit load device, ULD）は、航空貨物をユニット化して取り扱う（ユニットロード）ための用具。箱形のコンテナと板状のパレット等があり、いずれも国際航空運送協会（IATA）のルールで規格化されている。航空貨物の8割は、このようなコンテナもしくはパレットを使用して運送されている。
空港内においてULDは空港用ドーリー（Airport dolly）と呼ばれるトレーラーに乗せて運搬される。ULDに搭載する荷物は、通常2～3トンの重量になる。

## 種別
ULDには、旅客機の下面や貨物機の床面に取り付けられた緊締装置に直接固定できるエアクラフトULDと、緊締装置に適合しないため直接固定はできないノンエアクラフトULDが存在し、ノンエアクラフトULDを航空機に搭載する際にはエアクラフトULDに積み付けて固定する必要がある。これに対応する専用のパレットは、厚さ5mmのアルミニウム合金製の平板で88 in × 125 in (2.2 m × 3.2 m)大が標準規格だが、重量貨物用の大きなサイズのものもある。貨物をパレットに載せる（Palletized）際には安全のため網を掛けるほか、更に盗難・雨濡れの予防のためポリシートを被せる場合もあり、パレットのサイズに合わせた金属製・グラスファイバー製のカバーも使用されている。
コンテナはパレットよりも多様な形状の貨物のユニット化や貨物の保護に適しており、金属製のほか、用途によっては合板、ファイバーボード、段ボールなどを素材として、1回限りで使い捨てる場合もある。海上コンテナが直方体なのに対して、コンテナ型ULDは航空機へ効率的に積載するため、航空機の下部貨物室（ロワーデッキ; ベリー（Belly）とも）へ積み込むものは下部の角、上部貨物室（メインデッキ; アッパーデッキとも）に積み込むものは上部の角が切り落とされた設計になっているものもあり、これらはエスキモーの氷の家に見立ててイグルーとも称される。一方、20フィート型海上コンテナと同寸法の直方体型ULD（M-2 AGA）も用いられており、同一コンテナによるインターモーダル輸送にも対処できるようになっている。
特別な機能を有するものとしては、保冷・冷凍コンテナや家畜輸送用に通気孔を設けたコンテナも用いられる。また特殊用途としては貨客混載機（コンビ型）用のクルーレスト用コンテナ、一部機体では燃料タンク代わりに搭載出来るコンテナ型追加燃料タンクがある。
| タイプ | 容量             | 寸法 （底幅 / 全幅 × 奥行 × 高さ）                          | 自重                       | 最大総重量          |                                                                                        |
| ------ | ---------------- | ----------------------------------------------------------- | -------------------------- | ------------------- | -------------------------------------------------------------------------------------- |
| LD-1   | 5.0 m3 (175 ft3) | 156.2 / 233.7 × 153.4 × 162.6 cm (61.5 / 92 × 60.4 × 64 in) | 70 - 170 kg (155 - 375 lb) | 1,588 kg (3,501 lb) | ドアは帆布かアルミ合金 747, 767, 777, 787, MD-11の床下貨物室                           |
| LD-2   | 3.5 m3 (124 ft3) | 119.4 / 156.2 × 153.4 × 162.6 cm (47 / 61.5 × 60.4 × 64 in) | 92 kg (203 lb)             | 1,225 kg (2,700 lb) | ドアは帆布かアルミ合金 747, 767, 777, 787 の床下貨物室                                 |
| LD-3   | 4.5 m3 (160 ft3) | 156.2 / 200.7 × 153.4 × 162.6 cm (61.5 / 79 × 60.4 × 64 in) | 82 kg (181 lb)             | 1,588 kg (3,500 lb) | ドアは帆布かアルミ合金 747, 777, 787, DC-10, MD-11 の床下貨物室                        |
| LD-6   | 8.9 m3 (316 ft3) | 317.5 / 406.4 × 153.4 × 162.6 cm (125 / 160 × 60.4 × 64 in) | 230 kg (507 lb)            | 3,175 kg (7,000 lb) | LD-3の2倍の大きさ, ドアはストラップ入りの帆布 747, 777, 787, DC-10, MD-11 の床下貨物室 |
| LD-8   | 6.9 m3 (245 ft3) | 243.8 / 317.5 × 153.4 × 162.6 cm (96 / 125 × 60.4 × 64 in)  | 127 kg (280 lb)            | 2,450 kg (5,401 lb) | LD-2の2倍の大きさ, ドアはストラップ入りの帆布かアルミ合金 767, 787 の床下貨物室        |

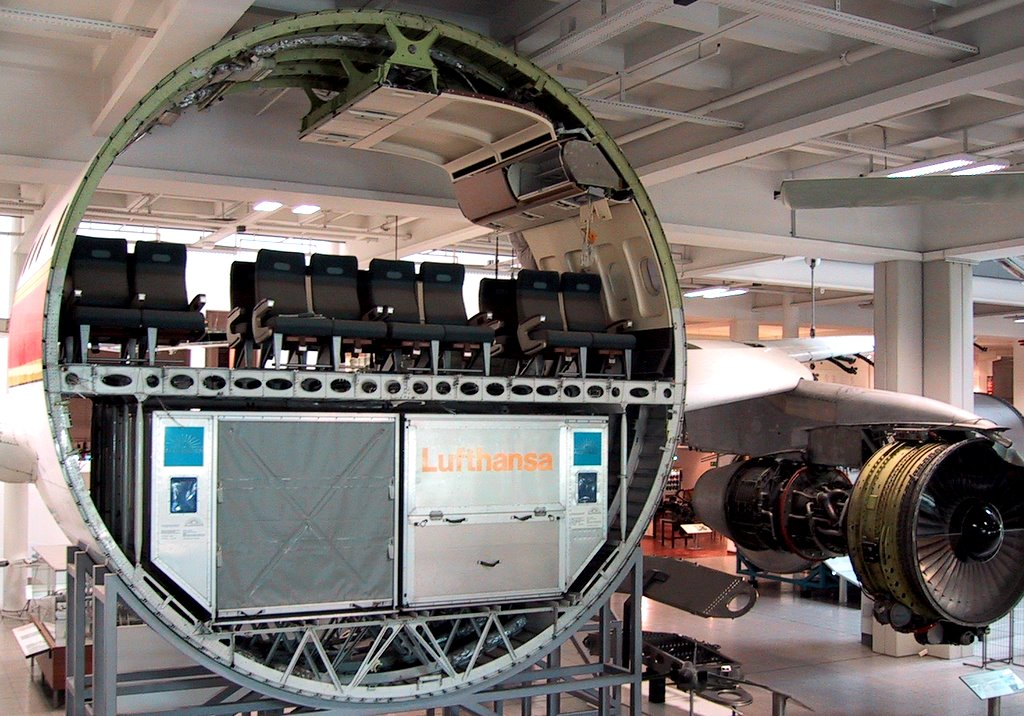
エアバスA300胴体の横断面モデル。メインデッキが客室、ロワーデッキが貨物室とされ、貨物室内にULDが収容されている。
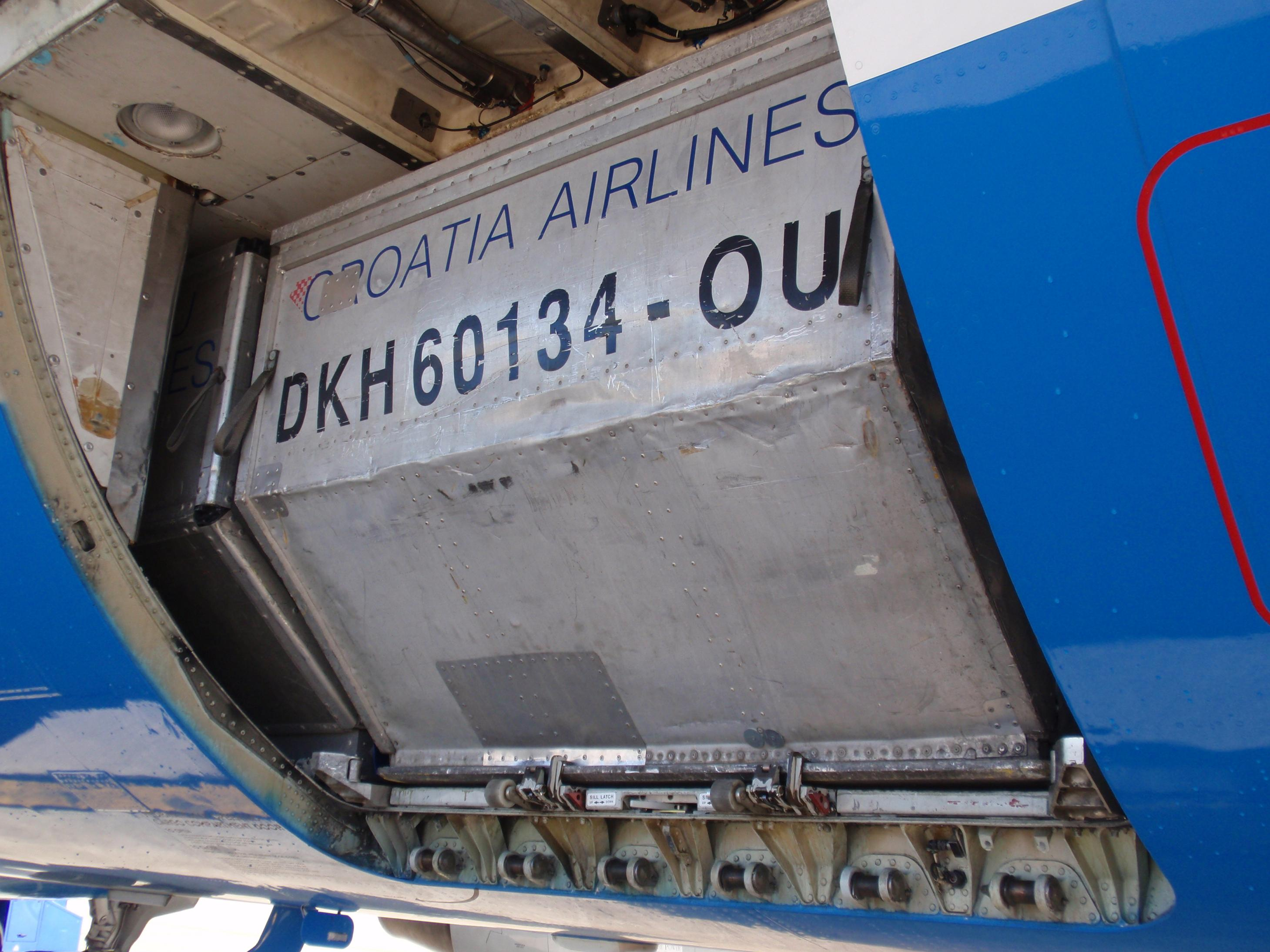
エアバスA320のロワーデッキ内のULD。ロワーデッキの丸みに合わせて下部の角を切り落した形状となっている。
航空機に積み込む個数を算定するための、コンテナ寸法の測定方法を示す。
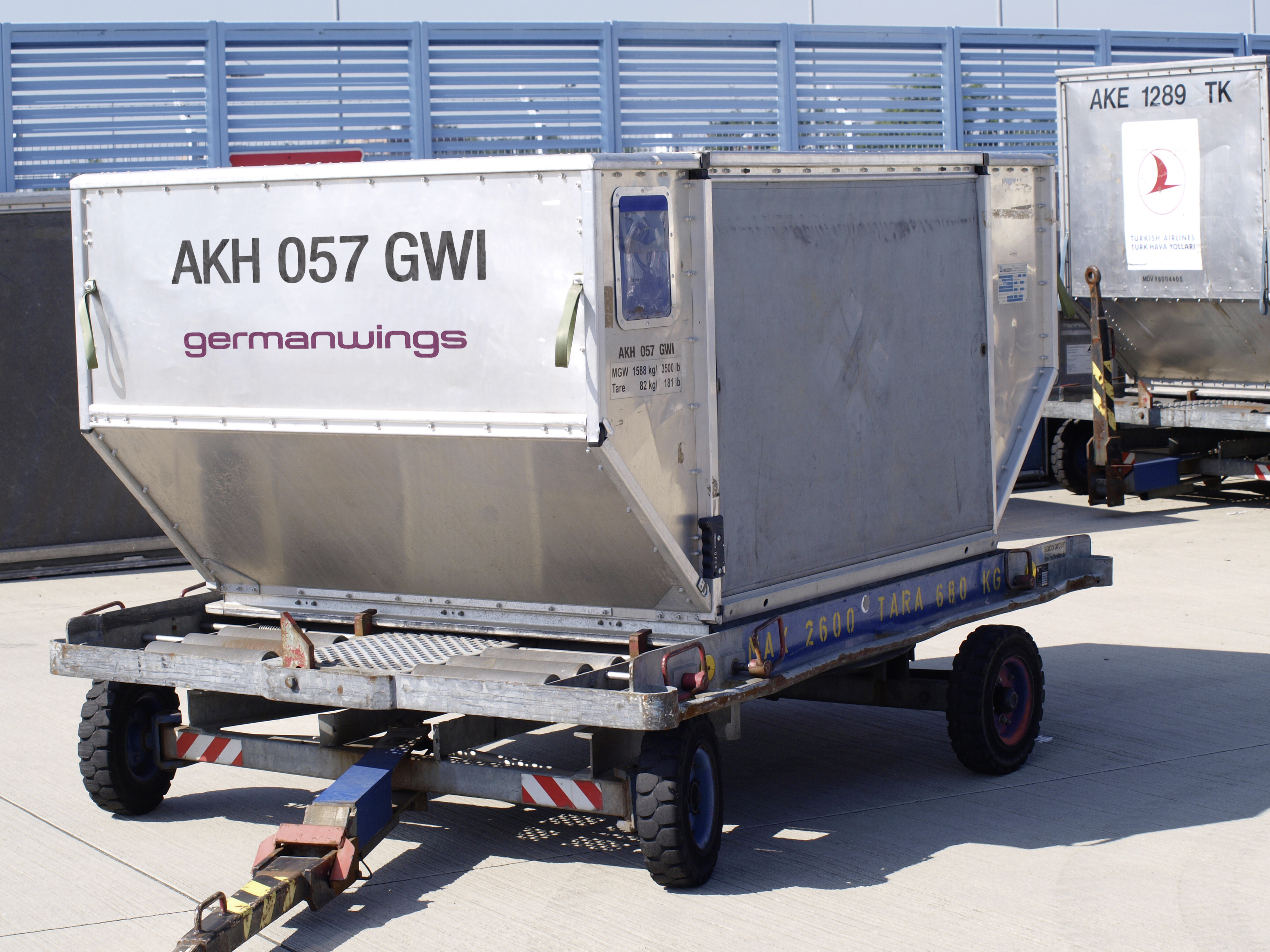
航空貨物用LD-3-45型。A320/321ロワーデッキ専用ULD。
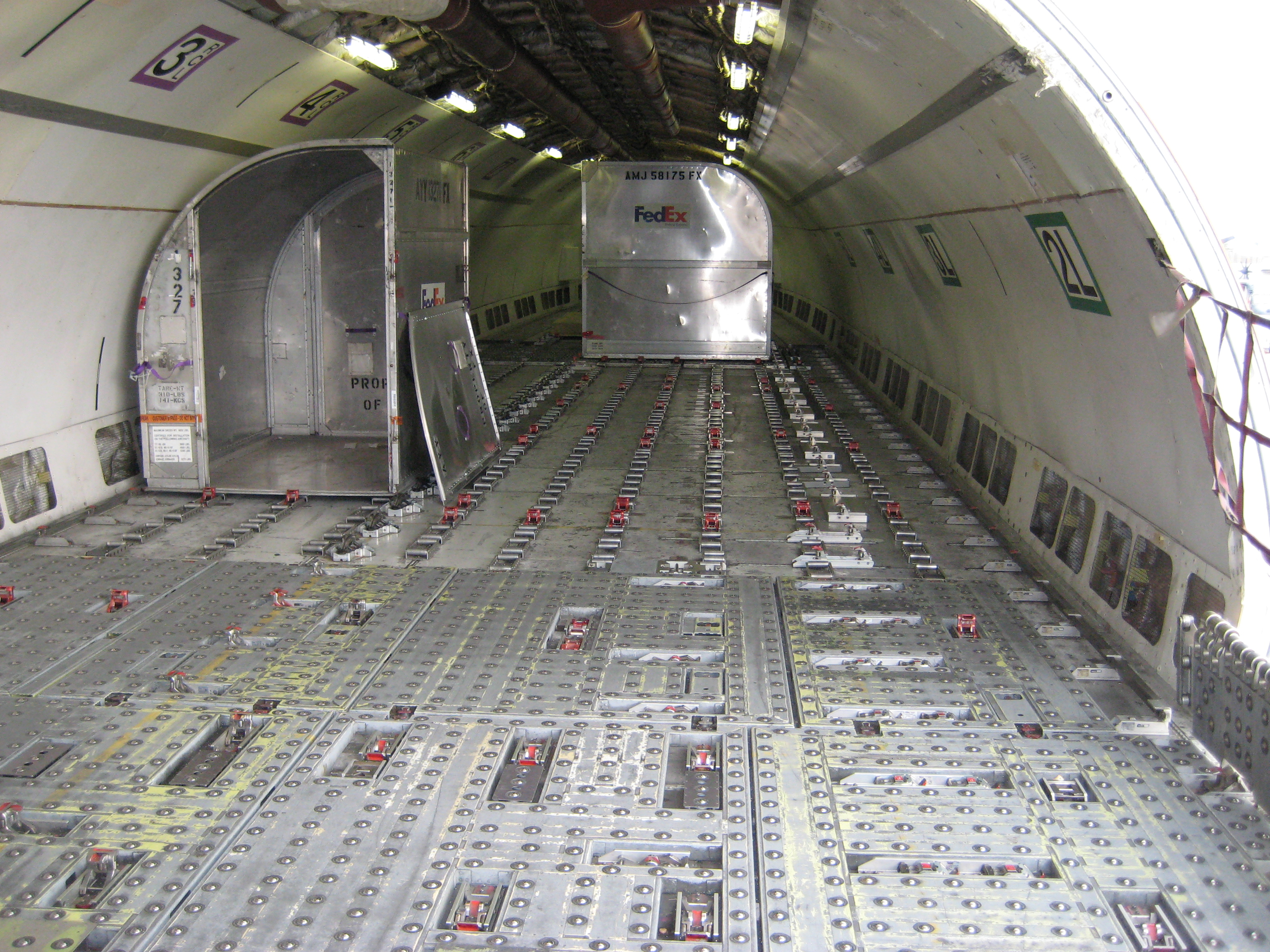
エアバスA310貨物機のメインデッキ内部。ロワーデッキ用とは反対に、上部が丸みを帯びたコンテナが用いられる。

## 空港用ドーリー
空港用ドーリーとは、ULDおよび貨物パレットを輸送するための台車（荷車）であり、動力を持たず牽引車（トレーラー）で引かれる。ドーリーの台車高は地上から50cmと世界標準化されている。ドーリーの表面には、ローラーまたはボールベアリングが組み込まれている。

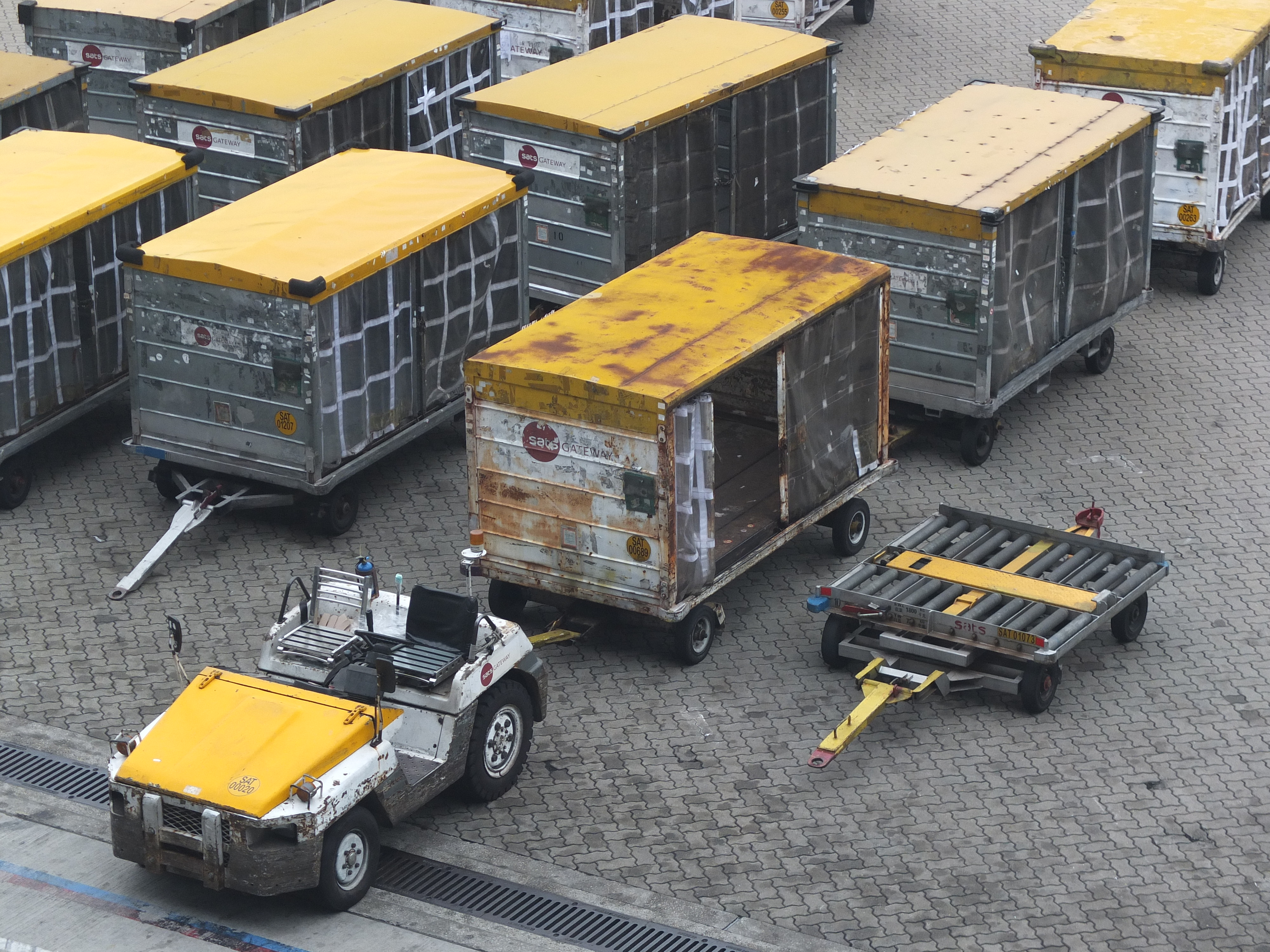
左側はバラ積み用、右側はULD用ドーリー
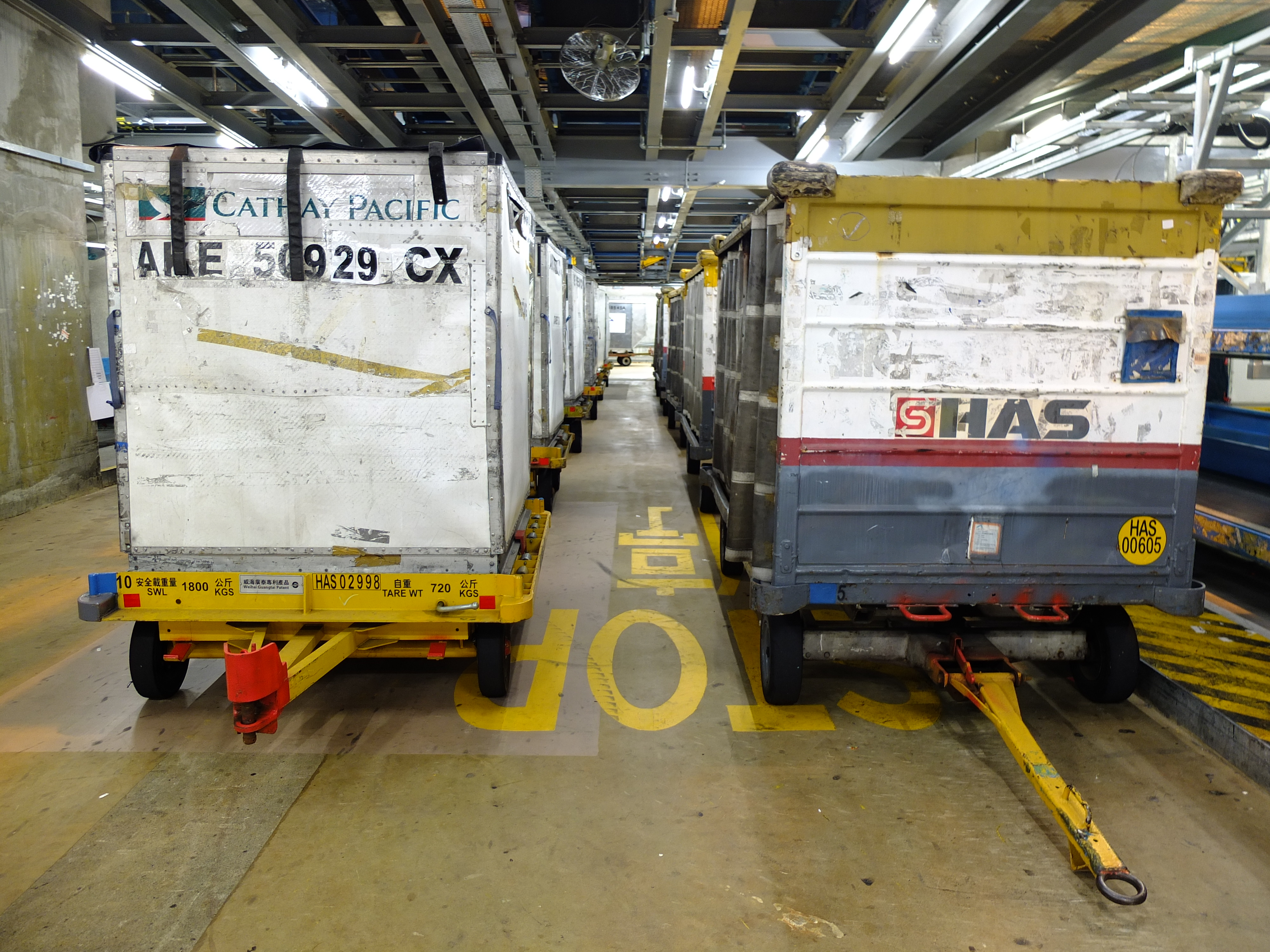
左側は受託手荷物用のULD、右側はバラ積み用のドーリー（キャセイパシフィック航空）
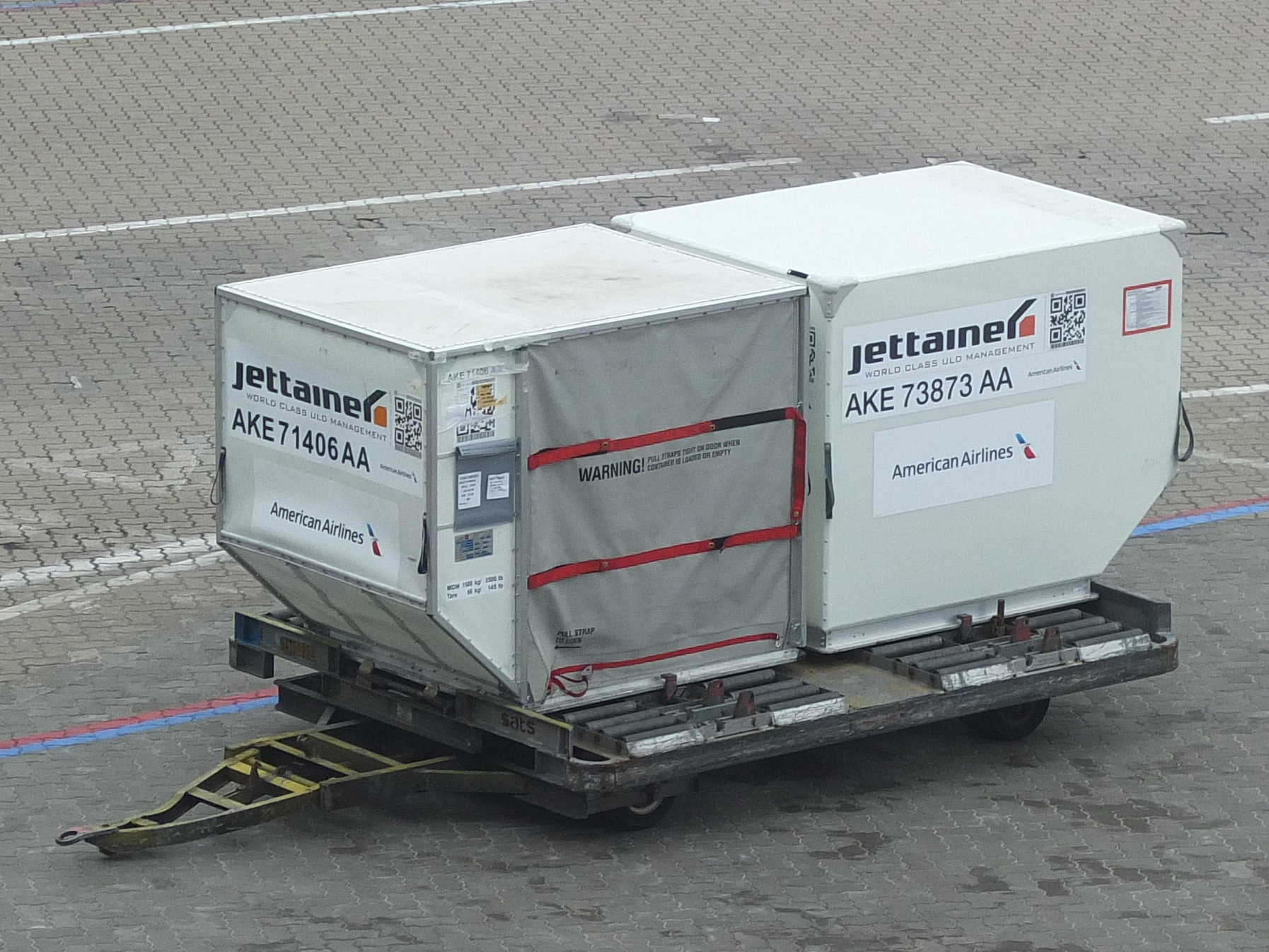
アメリカン航空のULD二台を搭載したドーリー
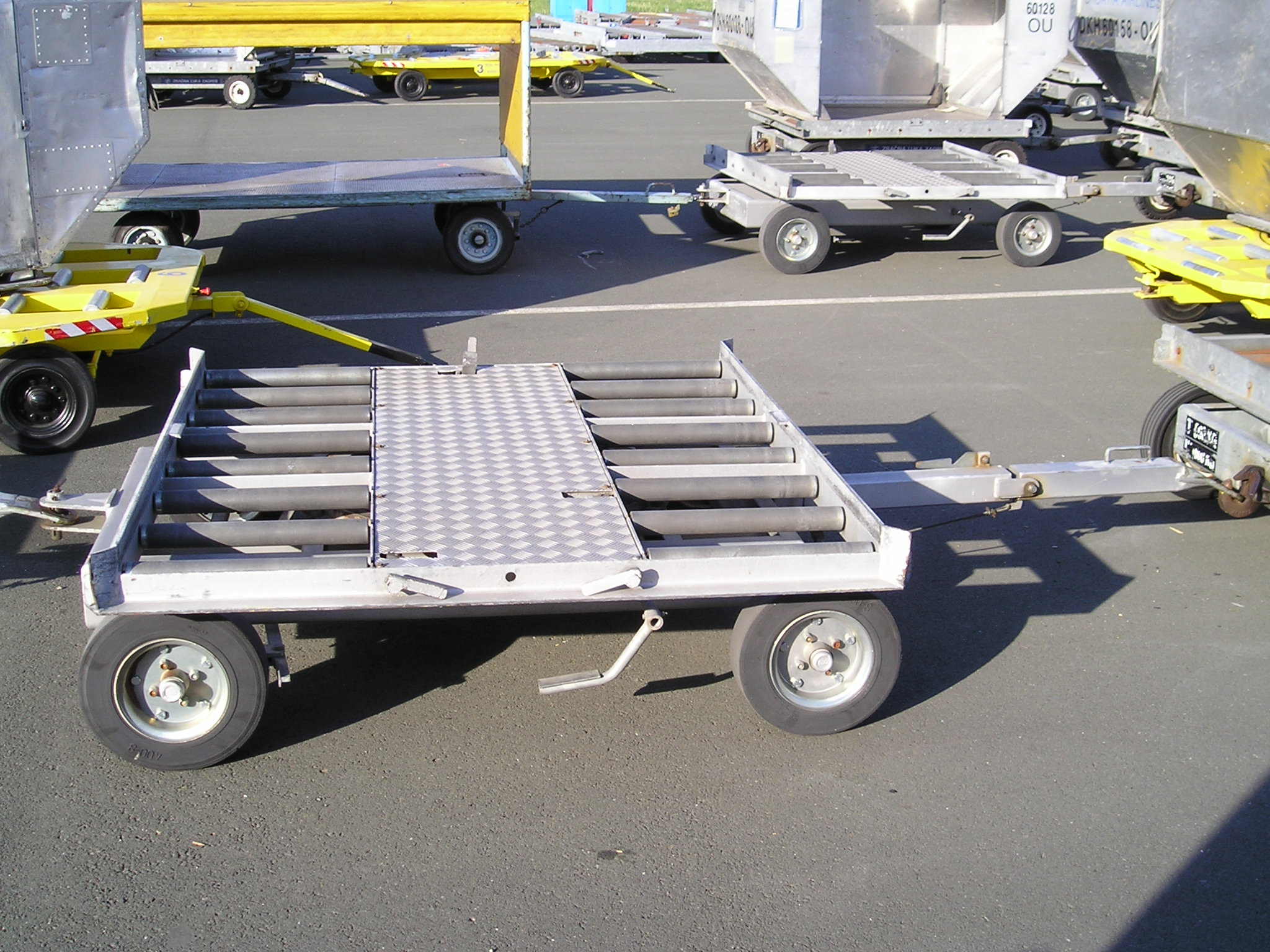
ULD用のドーリー

- ウィキメディア・コモンズには、空港用ドーリーに関するカテゴリがあります。

## コンテナローダー
コンテナローダー（Container loader、K loaders）は、パレットローダー、リフターとも呼ばれ、航空機にコンテナやパレットを搭載するための機材である。

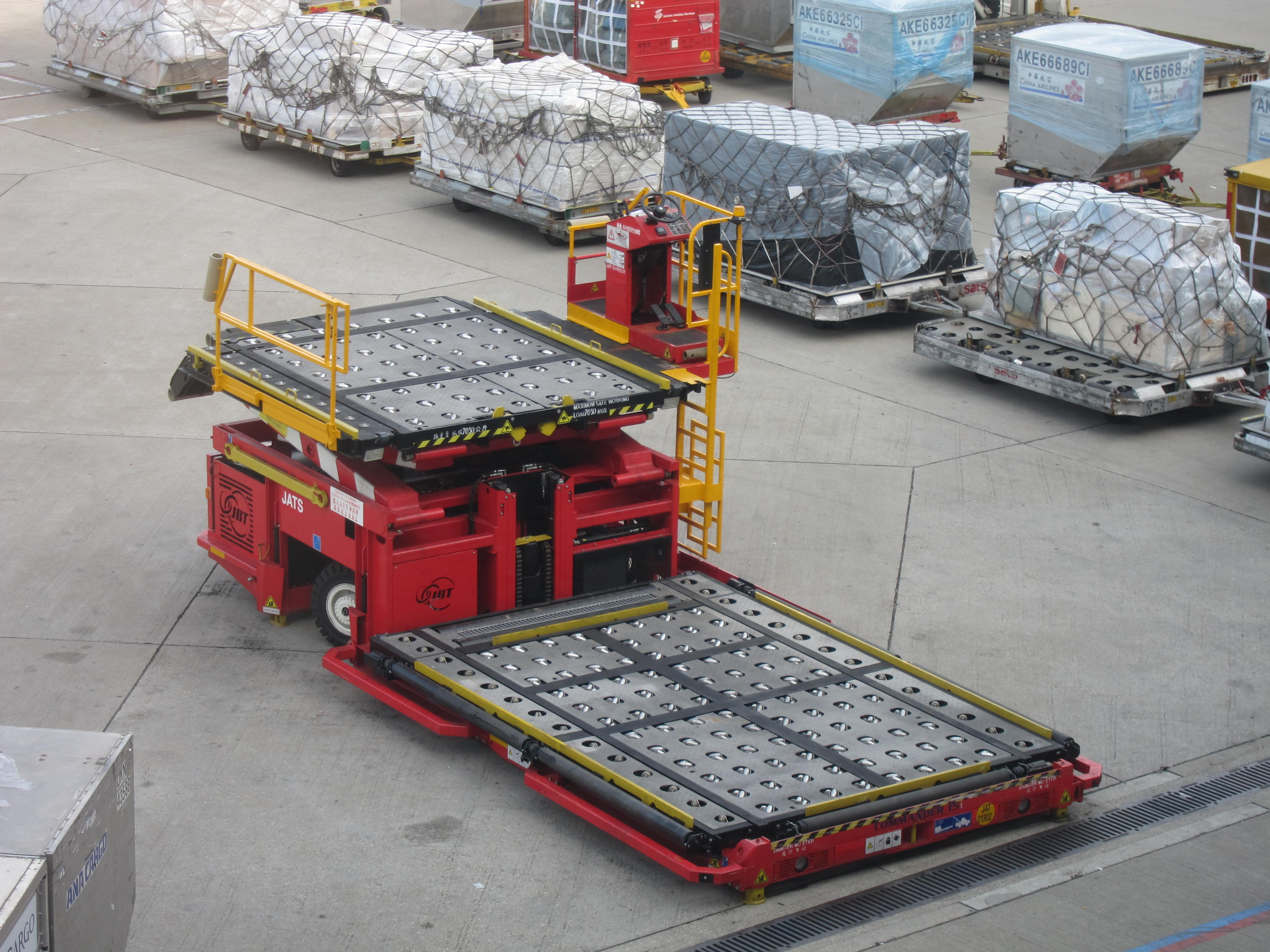
コンテナおよびパレットローダー
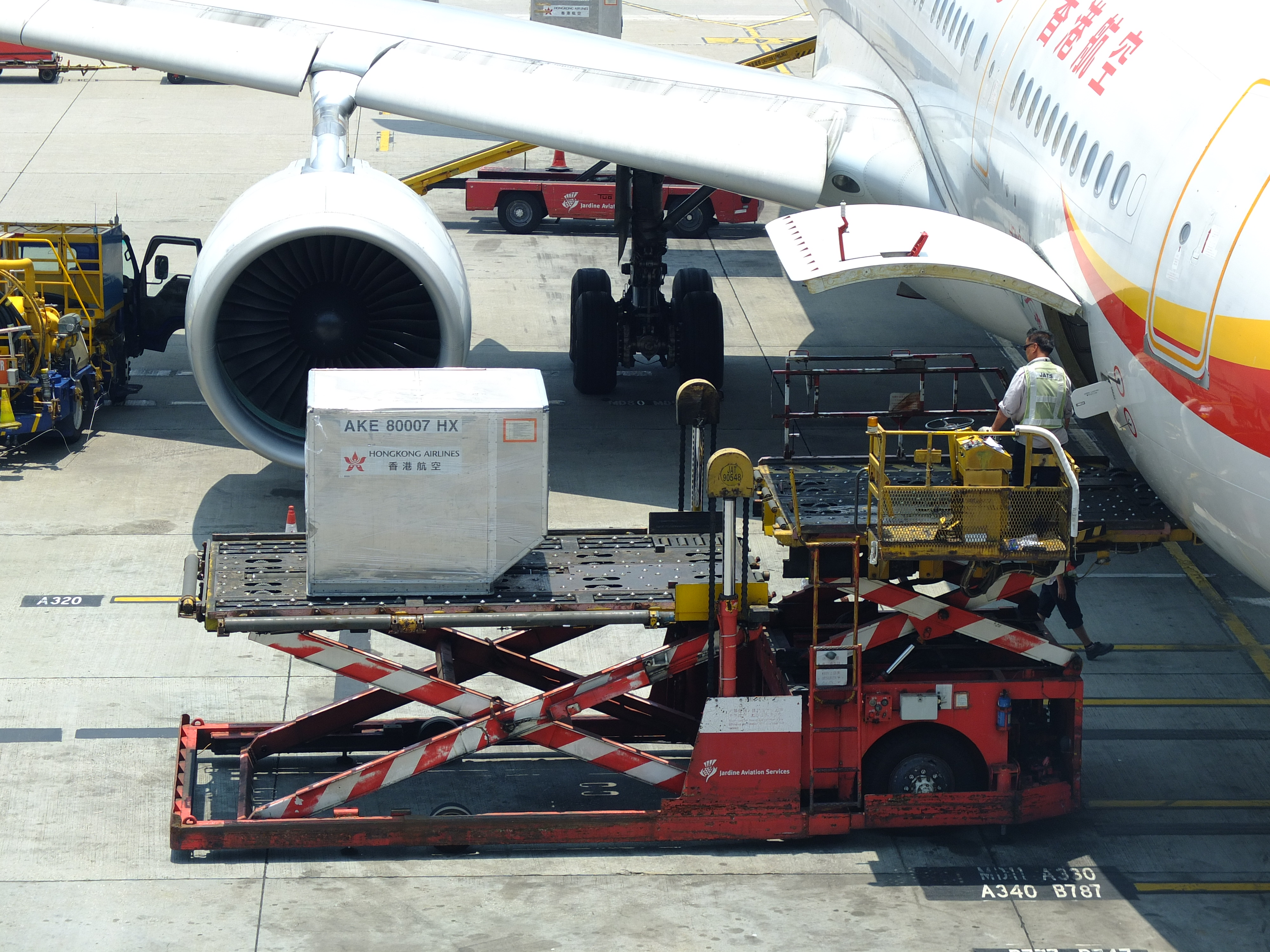
ULDローダーが航空機貨物室まで持ち上げる
- ULDローダーがB777にULDを搬入する様子

- ウィキメディア・コモンズには、コンテナローダーに関するカテゴリがあります。